# Apopestes phantasma
Apopestes phantasma är en fjärilsart som beskrevs av Eduard Friedrich Eversmann 1843. Apopestes phantasma ingår i släktet Apopestes och familjen nattflyn. Inga underarter finns listade i Catalogue of Life.